# José Bedia Valdés
Pour les articles homonymes, voir Valdés et Bedia (homonymie).
José Braulio Bedia Valdés, né à La Havane le 13 janvier 1959, est un peintre et graveur cubain.
Plusieurs de ses œuvres, dont El golpe del tiemplo, se trouvent au Musée national des beaux-arts de Cuba.